# 赤毛のアン子
- 藤子不二雄（読切） > 藤子・F・不二雄（著作） > SF短編 > 一覧 > 赤毛のアン子

『赤毛のアン子』（あかげのアンこ）は、1974年に藤子不二雄名義で発表された読み切り少女漫画作品。藤本弘（のちの藤子・F・不二雄）による単独執筆作。『エスパー魔美』の原型。1985年の単行本収録の際に加筆修正が行われ『アン子 大いに怒る』（アンこ おおいにいかる）に改題。本作を原作とした実写ドラマが2作ある。
本項では基本的に漫画について述べる。本作のドラマ版については「#ドラマ」を参照。

## 概要

### 初出版
1974年、『週刊少女コミック』（小学館）50号に掲載された。全31頁。扉と次頁は4色カラー。アン子の父が支払った額は1000万円。

### 単行本版
1985年7月発売の『藤子不二雄少年SF短編集 宇宙船製造法』（てんとう虫コミックス別コロ版。短編集の3巻）への収録の際に加筆修正が行われ、『アン子 大いに怒る』に改題された。全36頁。アン子の父が支払った額は2000万円。扉（1色）は新たに描かれた。

## あらすじ
単行本を元に記す。
序盤
アン子は、売れない画家の父親と2人で暮らしている中学生。捨て犬を拾ってくるような無邪気な父親に手を焼く日々を送る中、洗濯物が勝手にとりこまれている等の不思議な出来事がたびたび起こるようになる。
中盤
知人の宇祖田から儲け話があると吹き込まれたアン子の父は、インドのアッサムの限られたごく一部の高原でのみ栽培されているという貴重な紅茶「ルビーのしたたり」を試飲し、その美味しさに感動する。
結末
父が詐欺に遭ったと知り、詐欺師への強い怒りを覚えたことがきっかけで、アン子の中に眠っていた魔力が目覚めた。詐欺師への怒りが頂点に達した時、アン子の体が空中浮遊し、騙し取られたはずの2000万円が手元に降ってきた。その日の夜、アン子は、母方の家系が由緒正しい魔女の名門であることを父から知らされる。同時に、魔法なんてアン子を幸せにしてはくれないと思うと父に諭されたことで、もう二度と魔法は使わないと約束する。
翌日。騒ぎのせいですっかり勉強がおろそかになってしまったアン子がテストが嫌だと考えていると、なぜか担任の先生がいつまで経っても来ない。テストを嫌がるあまりに無意識の内に魔法を使って先生をどこかへ遠ざけてしまったことに気づかぬアン子であった。

## 登場人物
青山アン子
主人公。しっかり者だが言い間違いを連発したりと天然ボケの気がある。家事の一切を引き受けて母亡き後の家庭をやりくりし、頼りない父親をサポートしている。わかるはずのないことがわかったり、探し物が手元に現れたり（アポート）したため、頭が変になったのではないかと悩む。
『エスパー魔美』の佐倉魔美の原型。
アン子の父
売れない画家。雑誌や絵本の仕事をしている。
『エスパー魔美』の佐倉十朗の原型。単行本化の際に加筆されたコマの背景にアン子の裸体画が置かれていることから、十朗と同様に娘をモデルに裸体画を描いていると考えられる。
子犬
アン子の父が拾ってきた捨て犬。
洋二
アン子の隣家の同級生。アン子に不思議な出来事について相談され、「まるで超能力みたい」と返す。
井狩のおじいさん
洋二の祖父。毎夜下手な詩吟（『菅家後集』482）を大声で吟じて近所に迷惑をかけているが、自分では意識していない。
宇祖田
アン子の父の知人。ロンドンで黒原と知り合い、アン子の父に儲け話を持ちかける。
黒原
「角紅商事の黒原」と名乗る男。青山家に赴き、アン子の父と宇祖田に「ルビーのしたたり」をふるまう。
先生
テストを受けるのを嫌がるアン子に超能力でとんでもない場所に瞬間移動させられる。

## 『エスパー魔美』との共通点
主人公が赤毛、おっちょこちょい、外国（魔美はフランス、アン子はギリシャ）の魔女の血（魔美は父系、アン子は母系）を引く超能力者、父親が画業を営むなど。

## 収録単行本
いずれも藤子・F・不二雄のSF短編を収録した短編集。
- 『藤子不二雄少年SF短編集』3「宇宙船製造法」
- 『藤子不二雄ランド vol.247 少年SF短編(6) アン子大いに怒る』（中央公論社）
- 『藤子・F・不二雄 SF短編PERFECT版』2
- My First BIG『アン子、大いに怒る 藤子・F・不二雄短編集』（コンビニコミック）
- 『藤子・F・不二雄大全集 少年SF短編(3)』
- 『藤子・F・不二雄SF短編コンプリート・ワークス』7「ポストの中の明日」

## ドラマ
本作を原作とした実写ドラマ作品について述べる。

### 1986年『赤毛のアン子』
1986年11月3日、フジテレビ系列の月曜ドラマランド枠で放送。荻野目洋子主演。後にビデオも発売。当時の日本の一般的なテレビドラマではあまりみられない特殊メイクが使われた。

#### 出演者
- 荻野目洋子
- 出門英
- 小野みゆき
- 荒井注
- 松田洋治
- 竹中直人
- おすぎ
- オスマン・サンコン
- 白島靖代
- 徳丸純子
- 板谷祐三子
- 佐藤健太

#### スタッフ
- 原作：藤子不二雄
- 脚本：橋本以蔵
- 演出：高野正雄
- 音楽：ボブ佐久間
- 企画：岡正、石川泰平
- プロデューサー：猪原達三（KANOX）、菅野てつ勇（STAFF21）
- 企画協力：STAFF21
- 制作協力：東通
- 制作：フジテレビ、KANOX

| フジテレビ系列 月曜ドラマランド | フジテレビ系列 月曜ドラマランド | フジテレビ系列 月曜ドラマランド |
| 前番組                          | 番組名                          | 次番組                          |
| ------------------------------- | ------------------------------- | ------------------------------- |
| 探偵桃がたり （1986年10月27日） | 赤毛のアン子 （1986年11月3日）  | 有閑倶楽部 （1986年11月10日）   |

## パロディ
2017年6月9日放送のアニメ、『ドラえもん』「ウラオモテックス」において、追加されたオリジナルシーンで「ルビーのしたたり」が登場した。ウラオモテックスを貼りつけたのび太のパパが、商談をする場面で出された紅茶で、元の設定のように偽物である事が判明する。